# L'Ivresse de Noé (Michel-Ange)

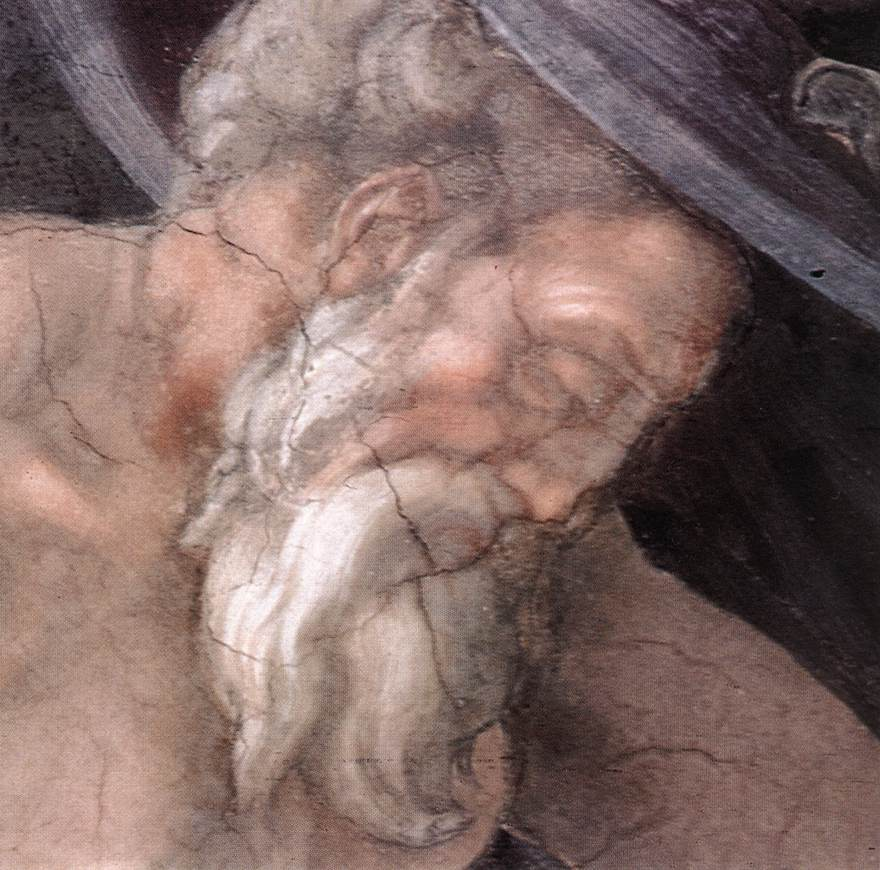
Détail.

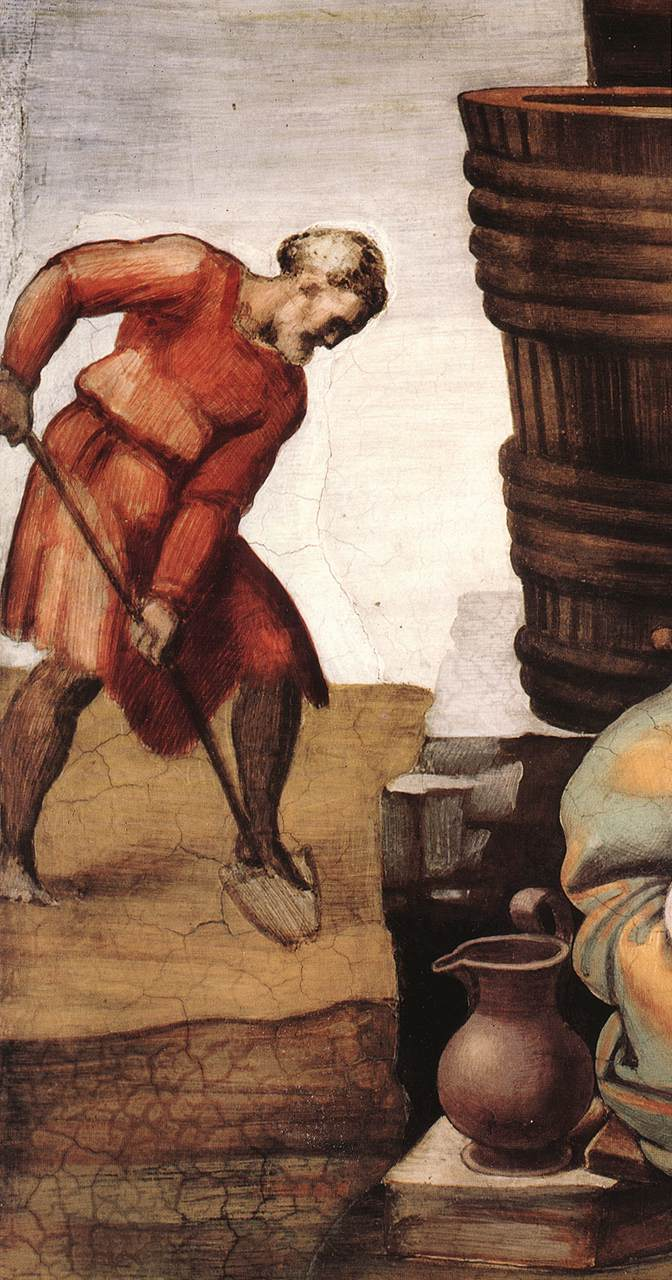
Détail.

L'Ivresse de Noé est une fresque (170 × 260 cm)  de Michel-Ange, datable vers 1508-1510, qui fait partie de la décoration du plafond de la chapelle Sixtine, dans les musées du Vatican à Rome. Elle a été commandée à l'artiste par Jules II.

## Histoire
Pour peindre la voûte, Michel-Ange commence par les travées près de la porte d'entrée utilisée lors des entrées solennelles du pontife et de son entourage, pour terminer par la travée au-dessus de l'autel.  L'ivresse de Noé (Genèse 9, 20-27) fait donc partie du premier bloc achevé en 1510.

## Description et style
L'ivresse  de Noë fait partie des neuf Histoires de la Genèse. Elle est la dernière de la série, qui conclut également les trois histoires de Noé. Ces scènes constituent une mosaïque des histoires de l'humanité « ante legem », c'est-à-dire avant Moïse (dont les histoires se retrouvent dans les panneaux des murs peints par des artistes du XVe siècle). Chacune de ces scènes de la Genèse a également une lecture à rebours liée à la préfiguration de La Semaine sainte, dont les célébrations solennelles ont lieu dans la chapelle et comprennent une procession de l'entrée cérémonielle à l'autel. L'ivresse de Noé est en fait interprétée, depuis saint Augustin, comme une image prophétique du Christ moqué ; la plantation de la vigne, visible sur le côté gauche, est un symbole de l'Incarnation.
Le récit biblique raconte comment Cham voit son père Noé, ivre des fruits de la vigne, couché nu, et avertit ses frères. Sem et Japhet viennent alors le couvrir à l'aide d'un manteau, marchant à reculons pour ne pas être forcé de voir sa nudité. Michel-Ange a placé le décor dans une cabane en bois, avec le corps du patriarche, ivre et endormi, allongé sur un lit légèrement surélevé par des planches le long du bord inférieur avec à côté de lui, deux objets du quotidien, un pichet et un bol. La moitié droite est occupée par ses enfants qui remarquent ce qui s'est passé et essaient de le dissimuler, même s'ils sont eux-mêmes dévêtus. Au centre, sous la cabane, se dresse une grande cuve. Pour le geste de dérision fait par Cam, qui le désigne du doigt, Noé, au réveil, maudira sa lignée : cette condition de réprouvé est soulignée par l'aspect doux et arrondi de son corps, alors que ses deux frères ont des corps athlétiques en phase avec des gestes héroïques.
Dehors, à gauche, se déroule la scène précédente, où l'on voit Noé travailler pour défricher la terre où il plantera la vigne. Sa figure, dans l'épisode en arrière-plan, porte une tunique rouge sang, qui a été peinte le dernier des « jours » et conçue, sans recours au carton, à l'aide de glacis de couleur très légers.

## Analyse
Une scène de la Porte du Paradis de Lorenzo Ghiberti est considérée comme un modèle de cette composition (Charles de Tolnay). Quelques détails comme la gestuelle des fils de Noé et la cruche au premier plan à gauche, semblent remonter aux gravures sur bois de la Bible malermienne de 1490 et 1493 (Hartfield, 1991 ; Wind, 1960). A l'arrière-plan, le personnage de Noé maniant la bêche figure déjà dans le relief de Jacopo della Quercia sur la façade de la basilique San Petronio de Bologne. La figure allongée du patriarche est inspirée visiblement de dieux fluviaux antiques (Mariani, 1964).

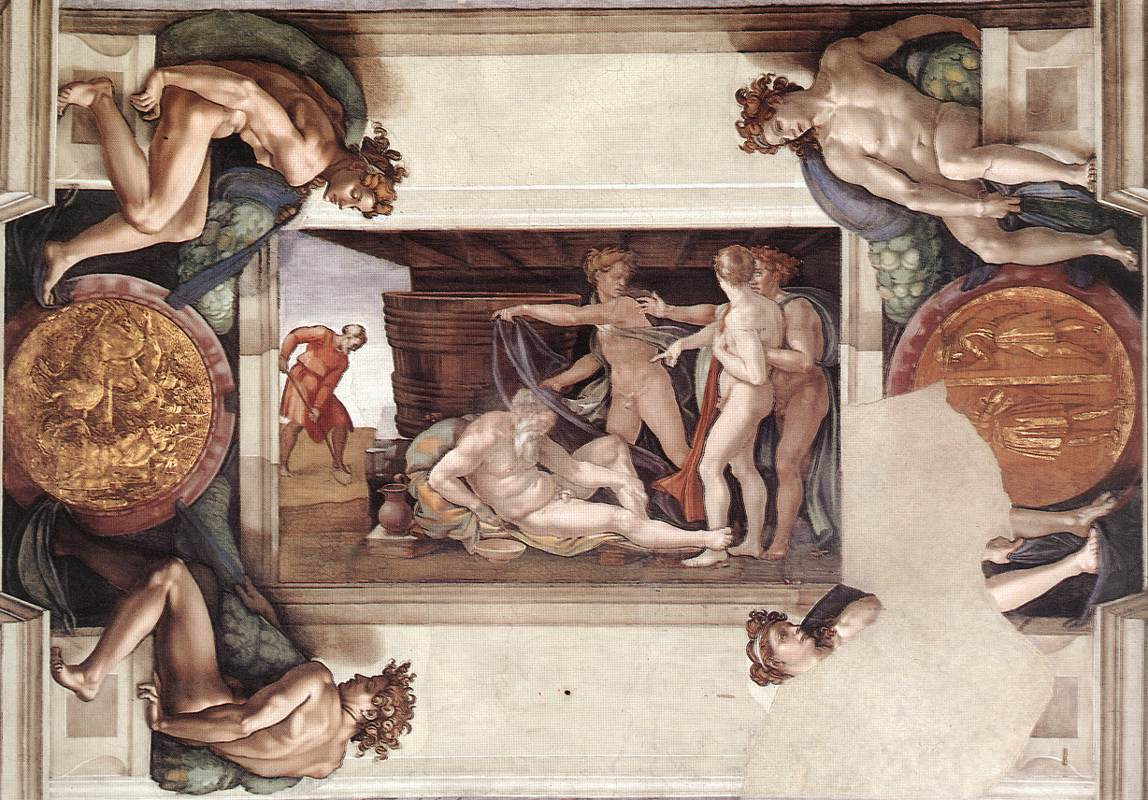
Ensemble du panneau avec les Ignudi et les médaillons.
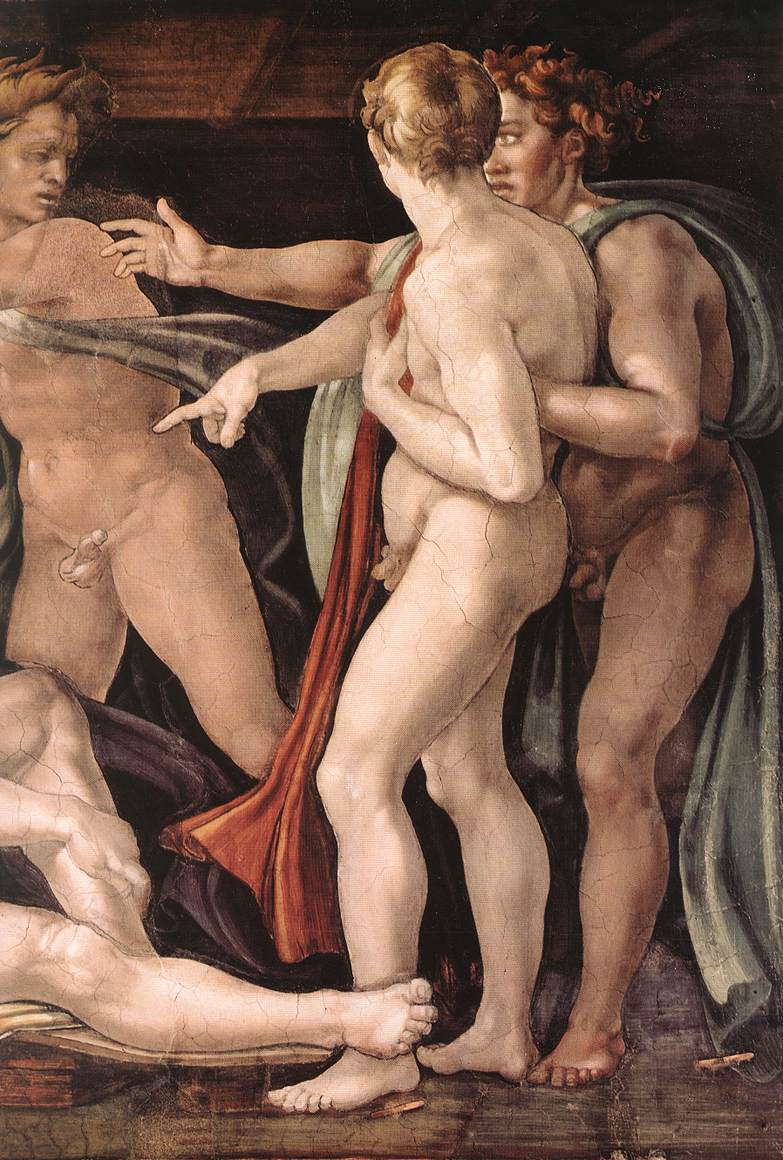
Détail.

## Ignudi

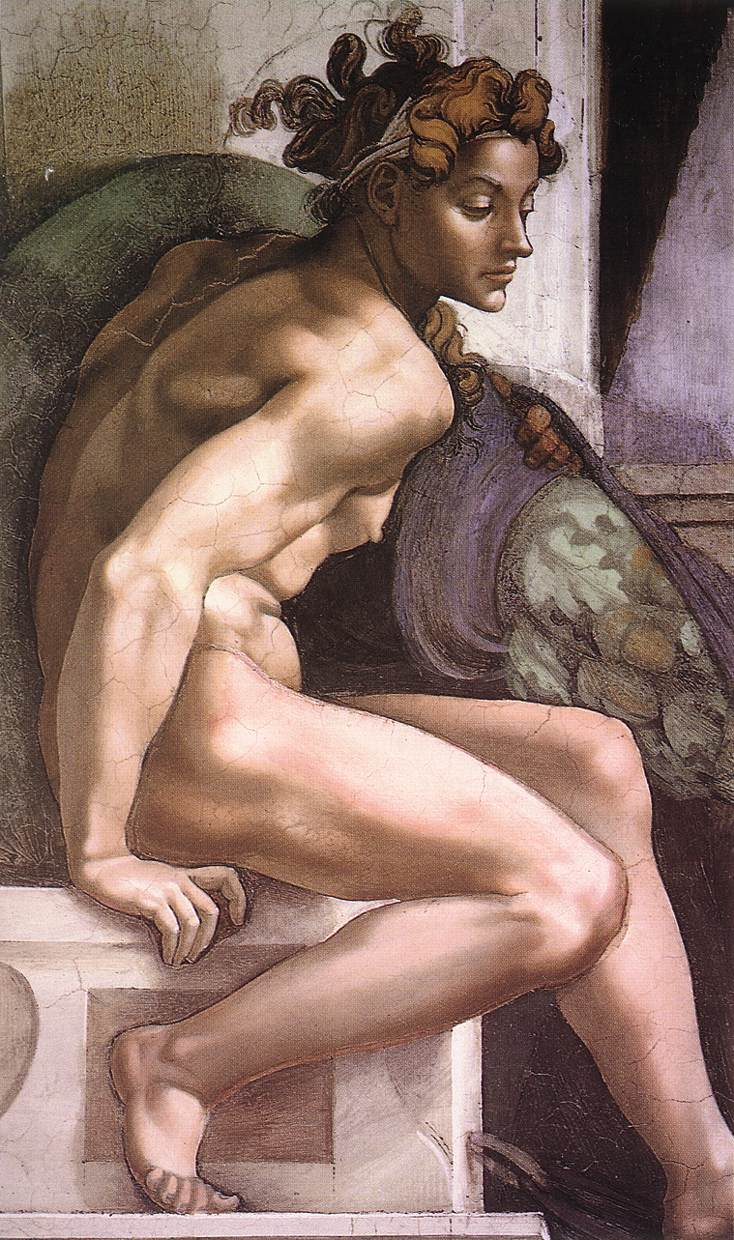
Un des Ignudi de la première travée.

La scène est insérée dans l'un des plus petits champs de la voûte, encadrée par des ornements architecturaux, avec deux paires d'Ignudi qui se font face et deux médaillons. Les Ignudi sont assis sur des semelles qui, contrairement au cadre supérieur des trônes des Voyants, ne sont pas raccourcis dans le bas, suivant la tendance curviligne de la voûte.
Les festons de soutien avec des feuilles de chêne, font allusion aux armoiries des Della Rovere. Des rubans soutiennent les médaillons qui simulent le bronze, avec une utilisation de l'ocre et de la terre de Sienne pour les tons moyens, la tempera à hachures noires pour les ombres et l'or pur pour les reflets, appliqués à sec à l'aide d'un mordant à base de résine naturelle. Ils représentent des scènes bibliques, notamment Bīdar jetant le corps du roi déchu Joram dans le vignoble de Nabat et  L'Assassinat d'Abner (diamètre d'environ 135 cm chacun).
Les Ignudi sont peut-être des figures angéliques. Dans ces deux premières paires, probablement la première que Michel-Ange peint, un schéma symétrique est utilisé, recourant très certainement au même carton renversé. L'un de ceux au-dessus de la Sibylle de Delphes est aujourd'hui presque perdu en dehors de la tête, d'une épaule et de la partie terminale des jambes, en raison d'un effondrement du plâtre qui a eu lieu en 1797, lorsque la poudrière du château Saint-Ange a explosé. Sa figure est cependant connue à travers une gravure du XVIe siècle qui confirme que son corps est le miroir de celui de son compagnon. Ils ont le devant du torse tourné vers le spectateur mais incliné obliquement, les bras lâchement posés, la tête légèrement inclinée aux trois quarts ; les jambes sont pliées avec un aperçu prononcé du genou à l'extérieur.
Les deux Ignudi au-dessus de Joël sont assis de profil avec une jambe pliée au premier plan et le dos tourné vers le spectateur dans une torsion ; un bras repose sur le socle sur lequel ils sont assis et l'épaule correspondante est tournée vers le spectateur.
Par rapport aux Ignudi des travées suivantes, ceux-ci présentent des parties en clair-obscur avec des tons plus clairs, ce qui leur donne une certaine dureté. La beauté physique et anatomique incontestable est cependant commune à toute la série.

## Médaillons
Du côté nord, le médaillon présente une scène où Hope (1987) voit la Mort d'Abner. Hatfield (1991) l'identifie de façon plus convaincante comme le Suicide de Razis en le rapprochant de la gravure sur bois de la Bible malermienne.
Du côté sud, Michel-Ange représente la Chute d'Antiochus, un ennemi du peuple juif qui est châtié par Dieu d'une douleur d'entrailles qui le fait tomber de son char. Ce médaillon ne suit pas la gravure sur bois de la Bible malermienne par les détails, mais par la disposition formelle.

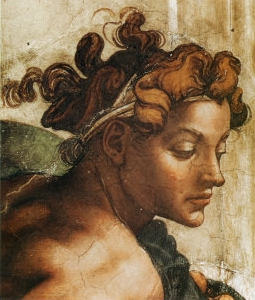
Détail.
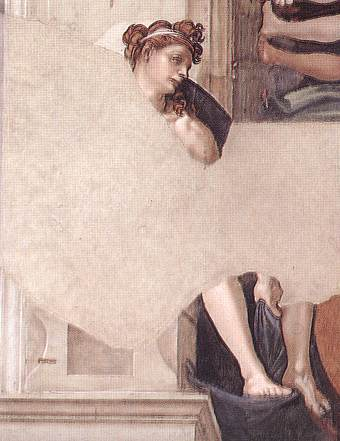
Détail.
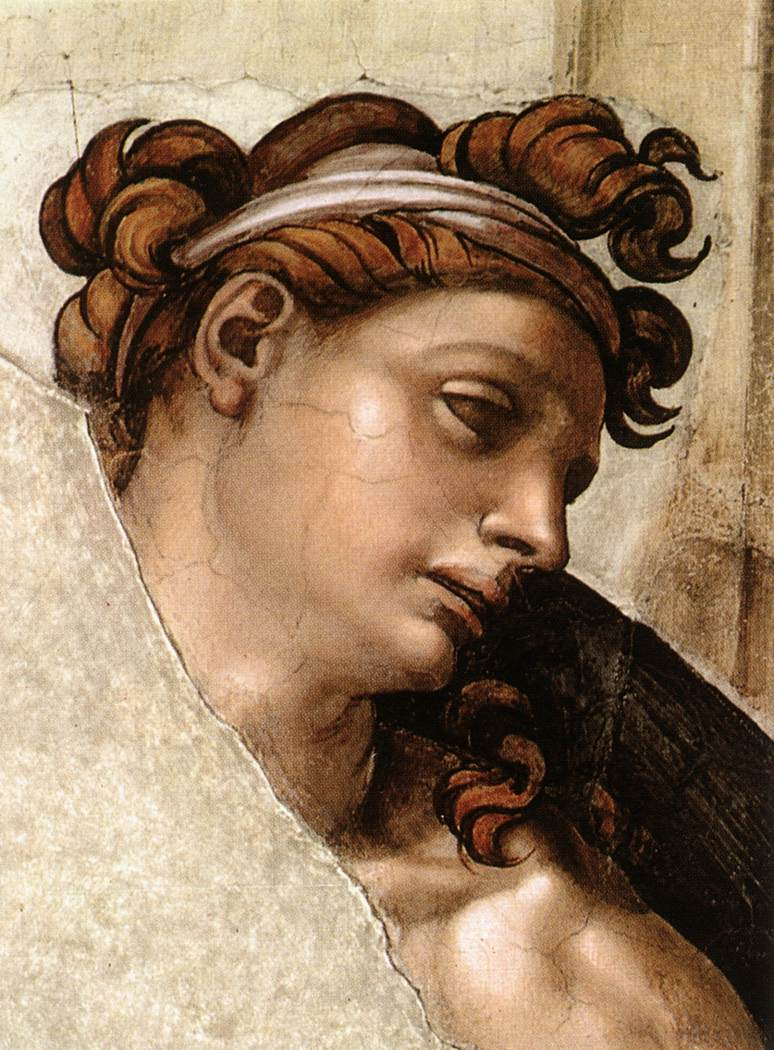
Détail.
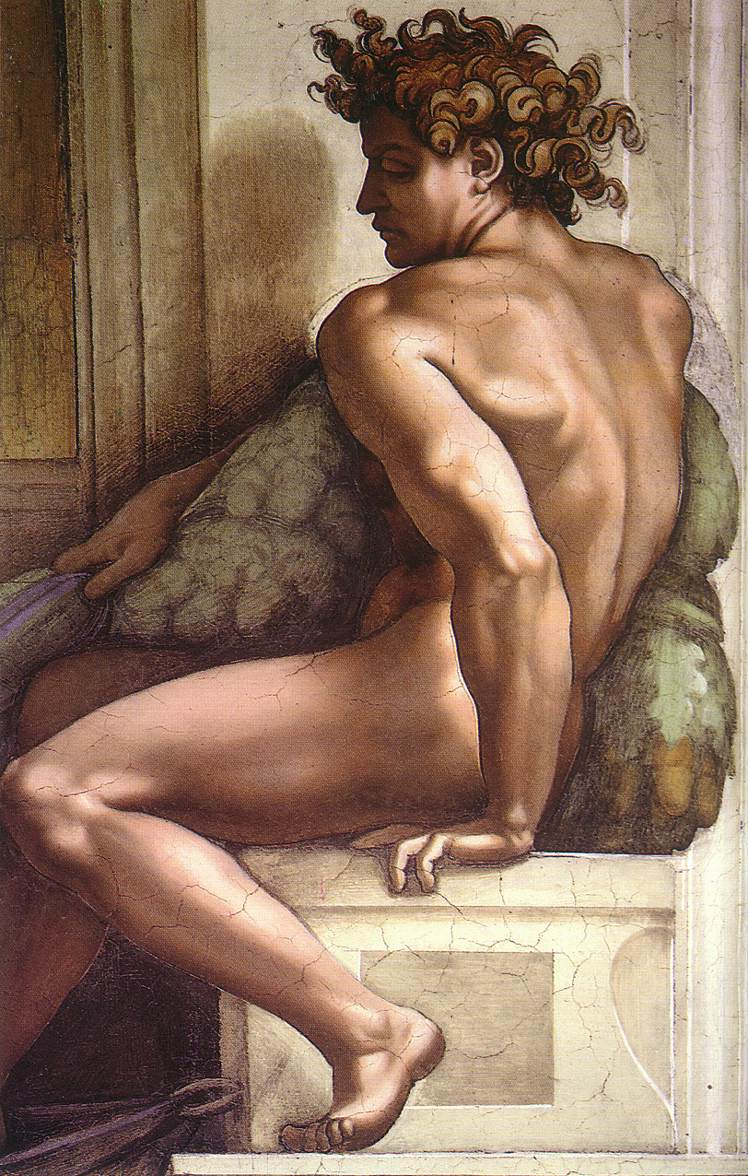
Détail.
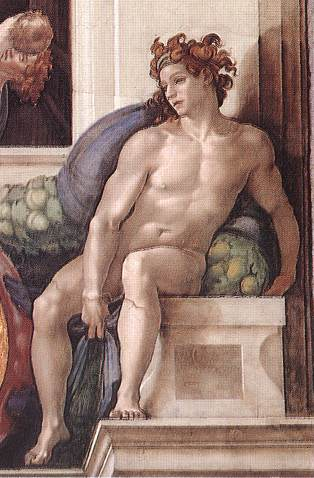
Détail.
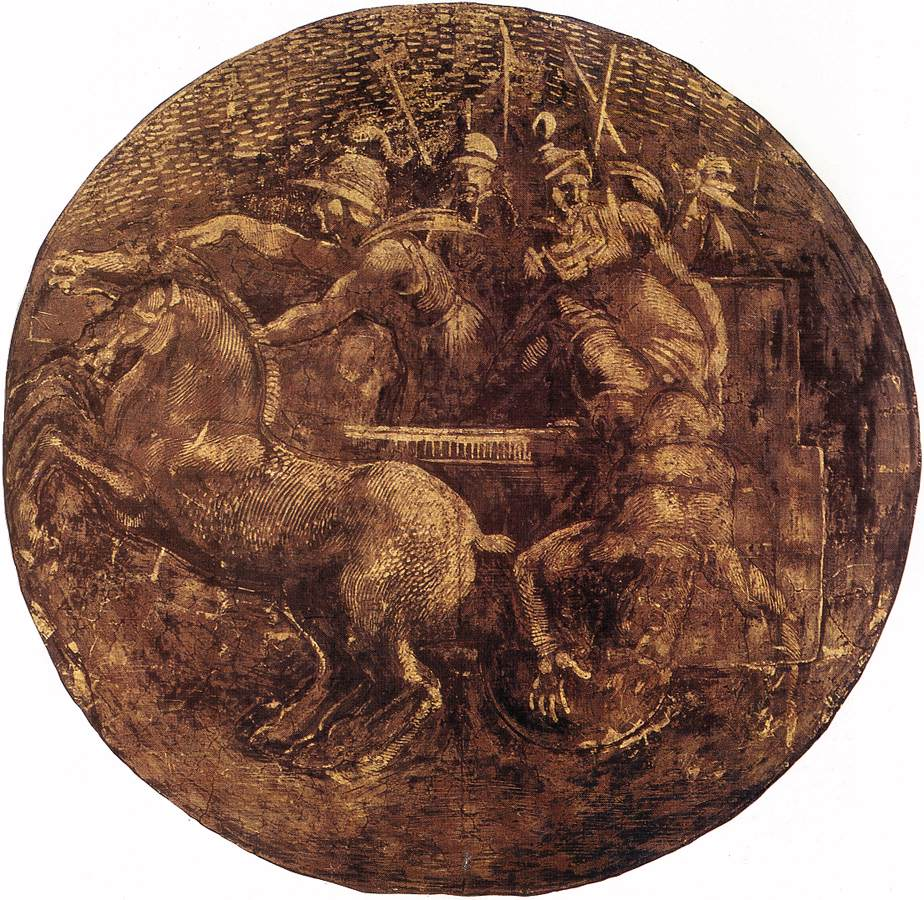
Bidgar jetant le corps du roi déchu Ioram dans le vignoble de Nabat
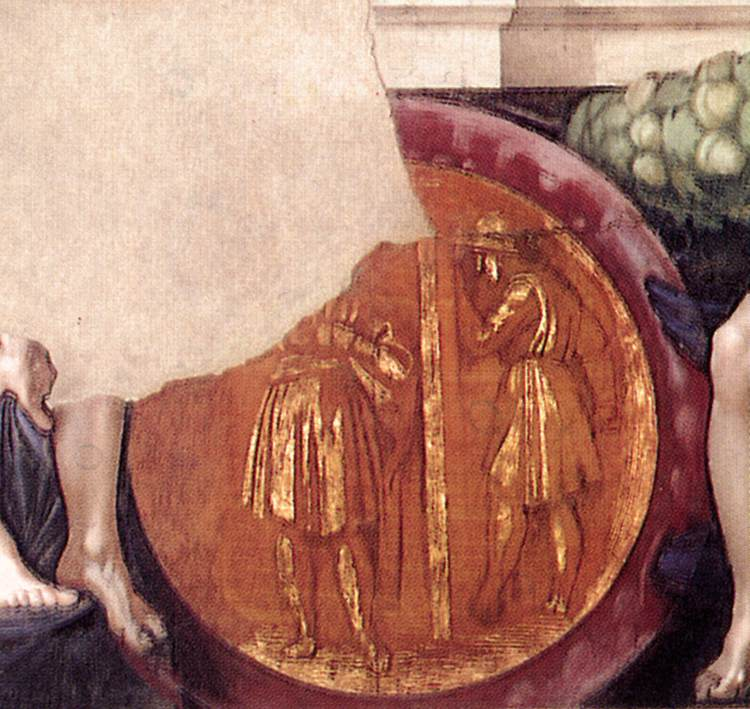
L'Assassinat d'Abner.